# ツカマリ古墳
ツカマリ古墳または塚廻古墳（つかまりこふん、塚廻り古墳）は、大阪府南河内郡河南町平石にある古墳。形状は方墳。平石古墳群を構成する古墳の1つ。史跡指定はされていない。

## 概要
| 古墳名            | 規模    | 築造時期 |
| ----------------- | ------- | -------- |
| シシヨツカ古墳    | 一辺35m | 6c末     |
| シシヨツカ東古墳? |         | 7c初頭   |
| アカハゲ古墳      | 一辺44m | 7c前半   |
| ツカマリ古墳      | 一辺44m | 7c中葉   |

大阪府南東部、金剛山地西麓から西に延びる丘陵の先端部南斜面に山寄せで築造された大型古墳である。一帯では同様の大型古墳としてシシヨツカ古墳・アカハゲ古墳が所在する。1979年（昭和54年）に石室内部の調査が、2004年度（平成16年度）に墳丘の発掘調査が実施されている。
墳形は方形（調査前は小円墳と推定された）。墳丘は東西約80.0メートルの方形壇の上に3段築成で構築されており、1段目は東西約44メートル・南北不明（途中で斜面に取り付く）、2段目は東西34.8メートル・南北22メートル以上、3段目（大きく削平）は東西約23.1メートル・南北15.0メートル以上を測る。墳丘表面では貼石が認められる。また墳丘周囲には浅い周溝が巡らされる。埋葬施設は横口式石槨（石棺式石室）で、南方向に開口する。石槨全長13.5メートルを測り、奥室・前室・羨道から構成される大型の複室構造の石槨になる。石槨内部では緑釉陶棺台の上に漆塗籠棺を据えたと推測され、調査ではそれらの破片のほか金象嵌鉄刀・七宝銀製飾金具・螺旋状金線・金糸・ガラス製扁平管玉・ガラス製丸玉・夾紵容器が検出されている。
築造時期は、古墳時代終末期の7世紀中葉頃と推定される。シシヨツカ古墳・アカハゲ古墳・ツカマリ古墳の3基は、同時代の王陵級古墳と比較しても遜色ない規模・質の墳丘・埋葬施設を有しており、当該時期の有力者の墓として注目される古墳になる。

## 遺跡歴
- 1979年（昭和54年）、石室内部の調査。副葬品出土（東京国立博物館所蔵）。
- 2004年度（平成16年度）、中山間地域総合整備事業に伴う発掘調査（大阪府教育委員会、2006年に概報刊行、2009年に報告書刊行）[1]。

## 埋葬施設

石槨俯瞰図

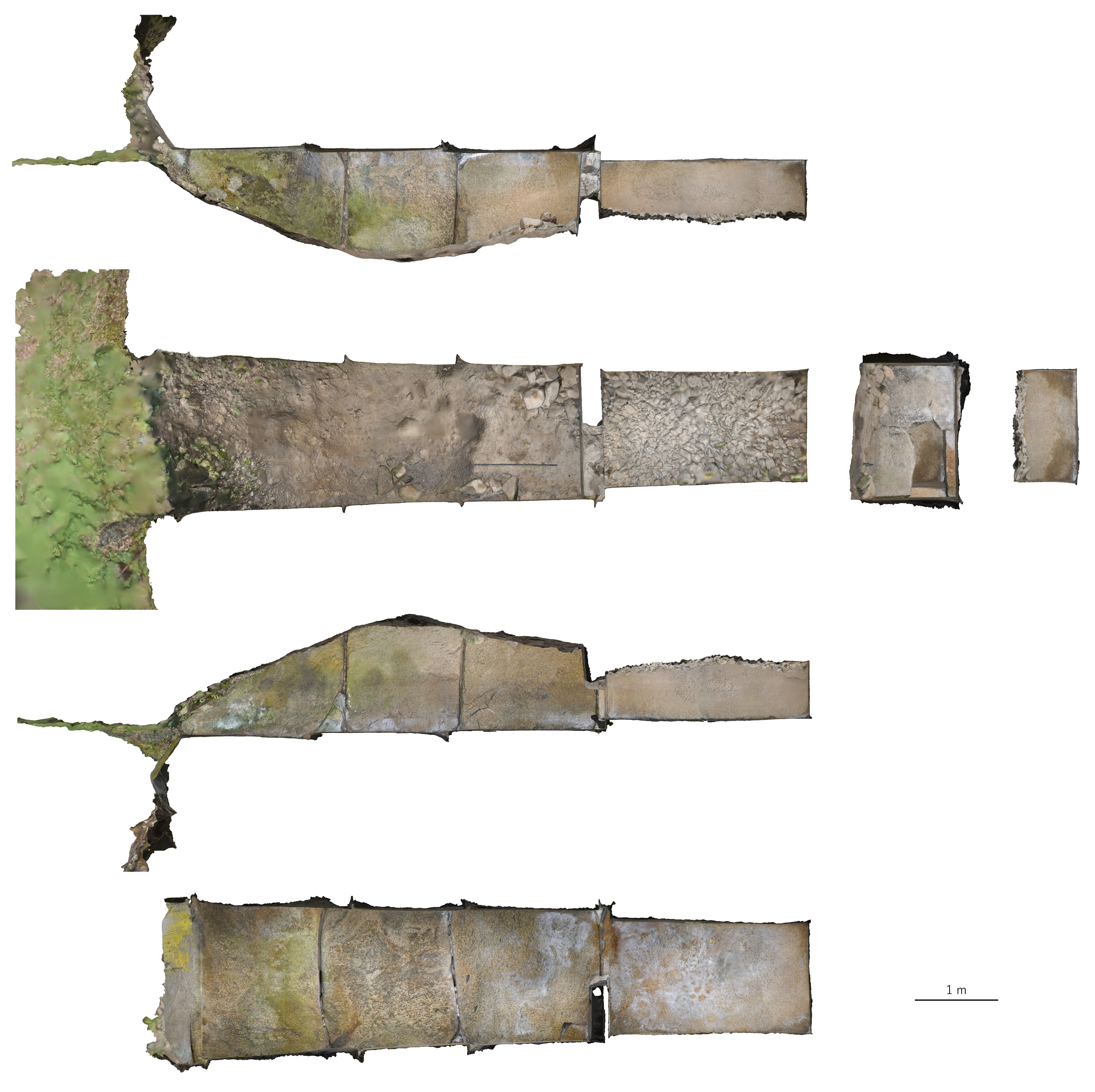
石槨展開図

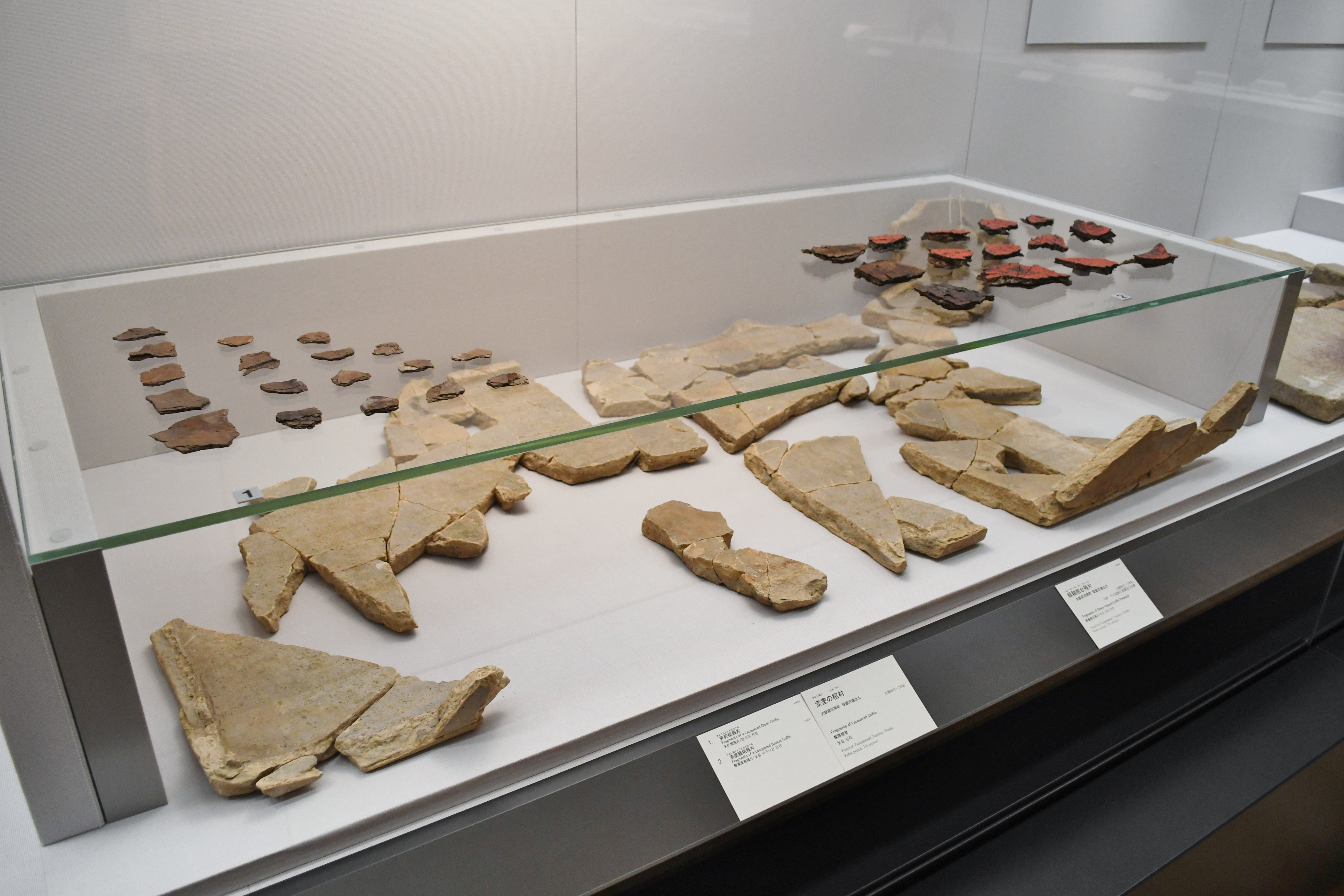
棺材・緑釉棺台残片東京国立博物館展示（他画像も同様）。

埋葬施設としては横口式石槨（石棺式石室）が構築されており、南方向に開口する。奥室・前室・羨道から構成される複室構造の石槨になる。石槨の規模は次の通り。
- 石槨全長：13.5メートル
- 奥室：長さ2.4メートル、幅1.32メートル、高さ1.32メートル
- 前室：長さ約4.7メートル、幅1.6-1.85メートル、高さ約1.6メートル
- 羨道：長さ5.29メートル、幅1.82-2.75メートル、高さ1.7メートル

石槨の石材は、奥室・前室では花崗岩の切石で、羨道では自然石である。奥室は奥壁・両側壁・床面・天井とも各1石で、前室は側壁3-4石・天井3石で構築され、目地には漆喰を詰める。前室床面にはほぼ正方形の榛原石を二重に敷き詰め、羨道床面はバラス敷とする。また、奥室と前室の境には石英安山岩（寺山青石）を加工した扉石をはめ込む。前室入り口は人頭大の花崗岩の玉石を6段以上積んで閉塞しており、羨道はその閉塞の外側に延びる。
石槨内からは緑釉陶棺片・漆塗籠棺片が出土しており、緑釉陶棺台の上に漆塗籠棺を据えたと推測される。

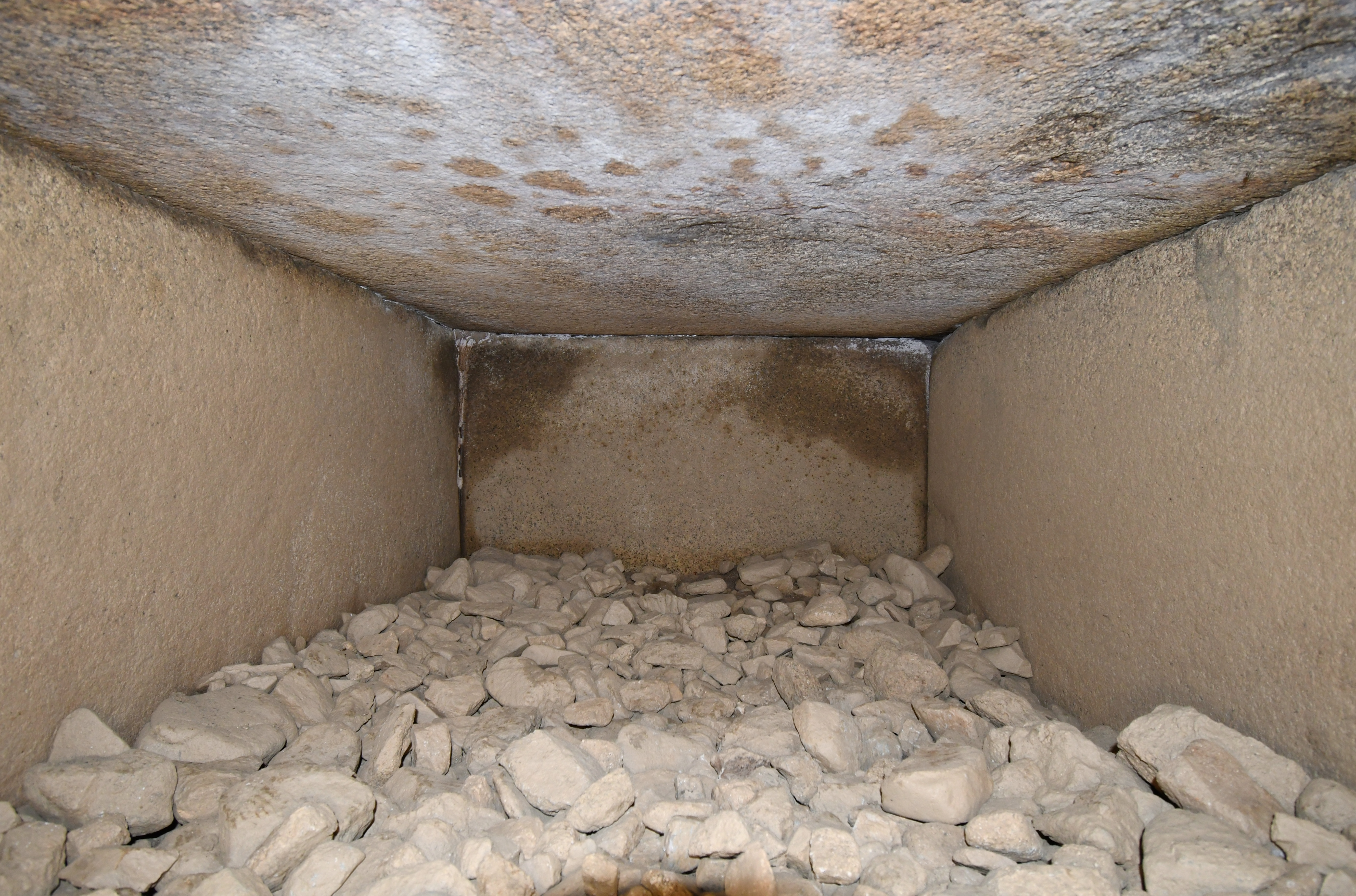
奥室（奥壁方向）
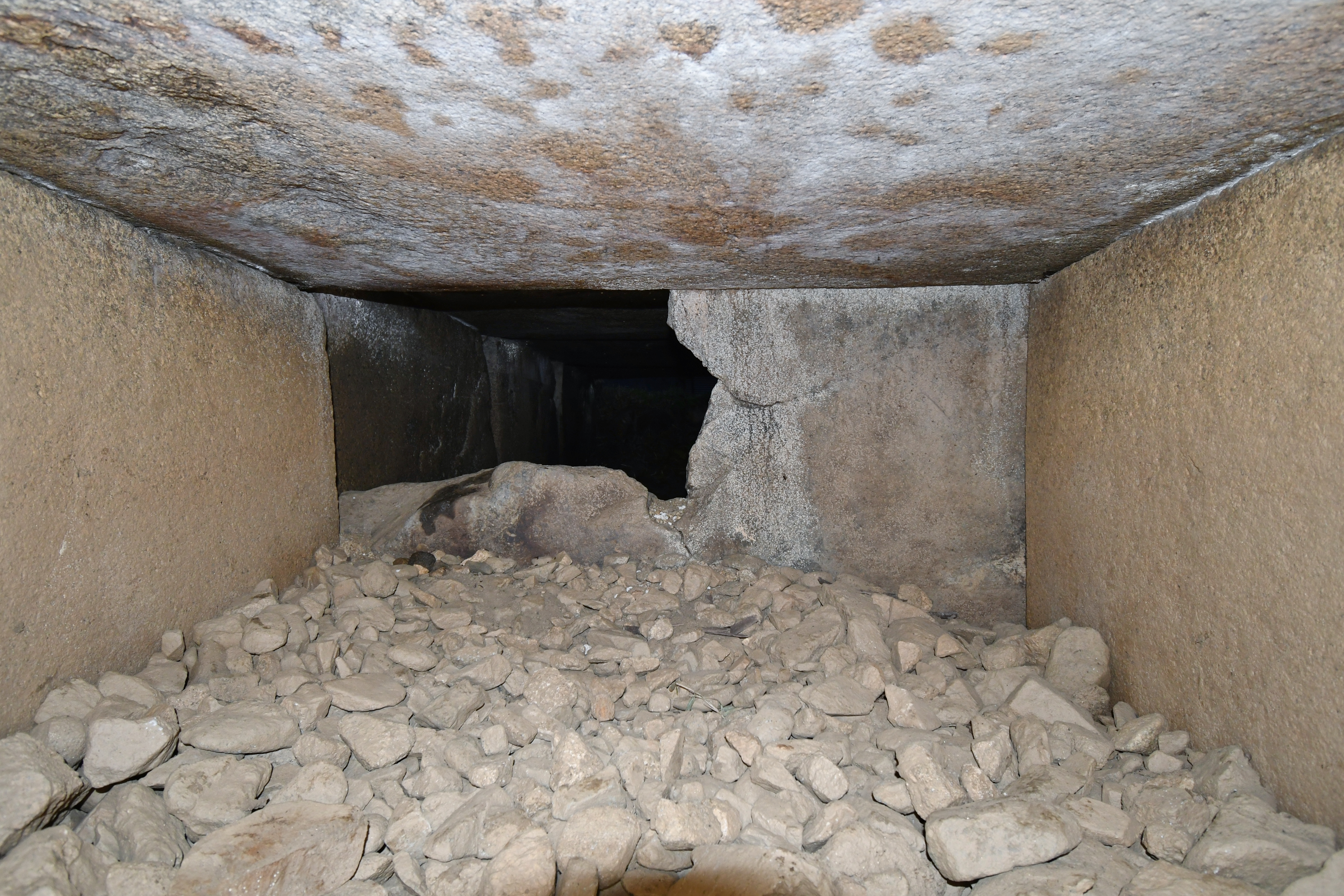
奥室（開口部方向）
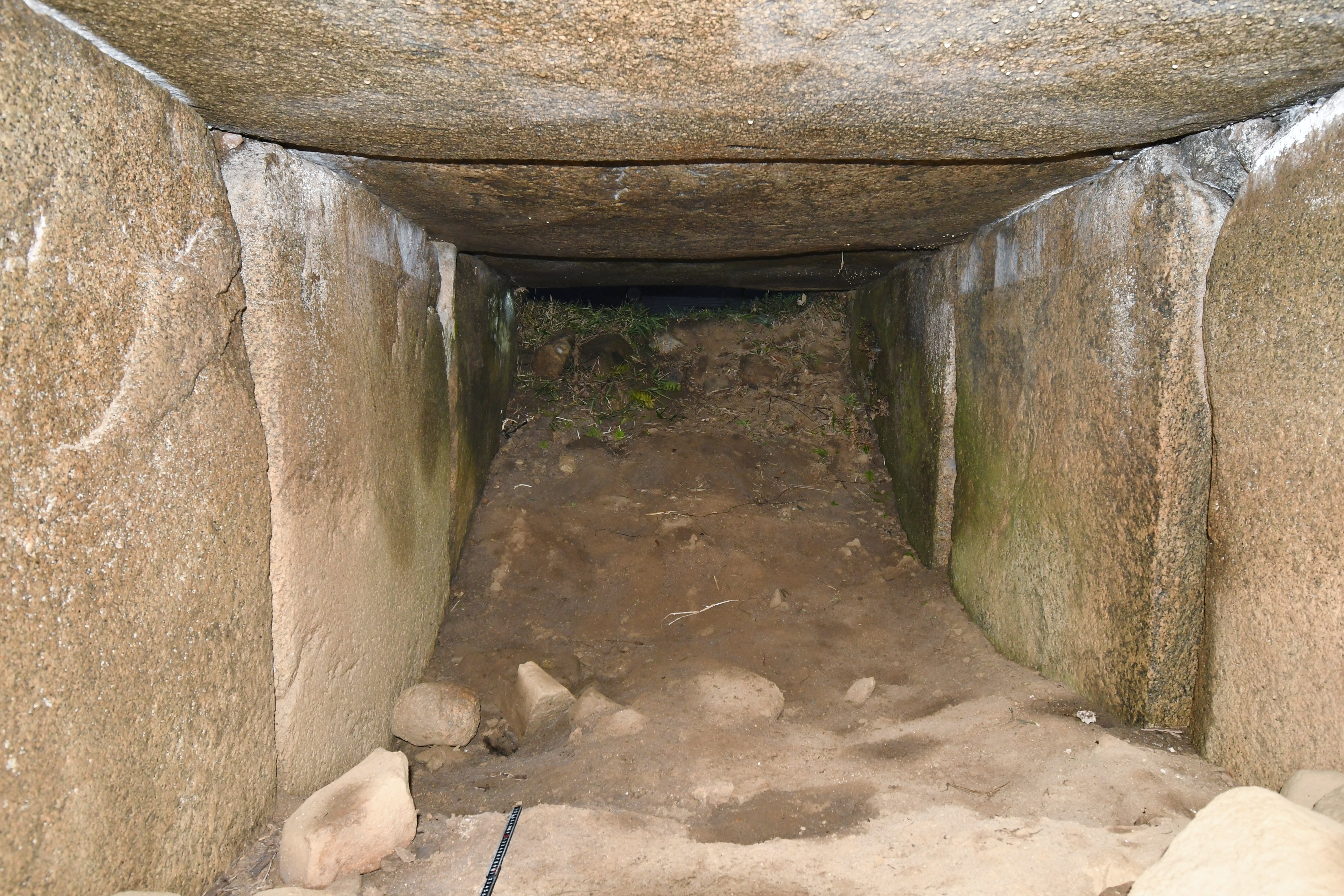
前室（開口部方向）
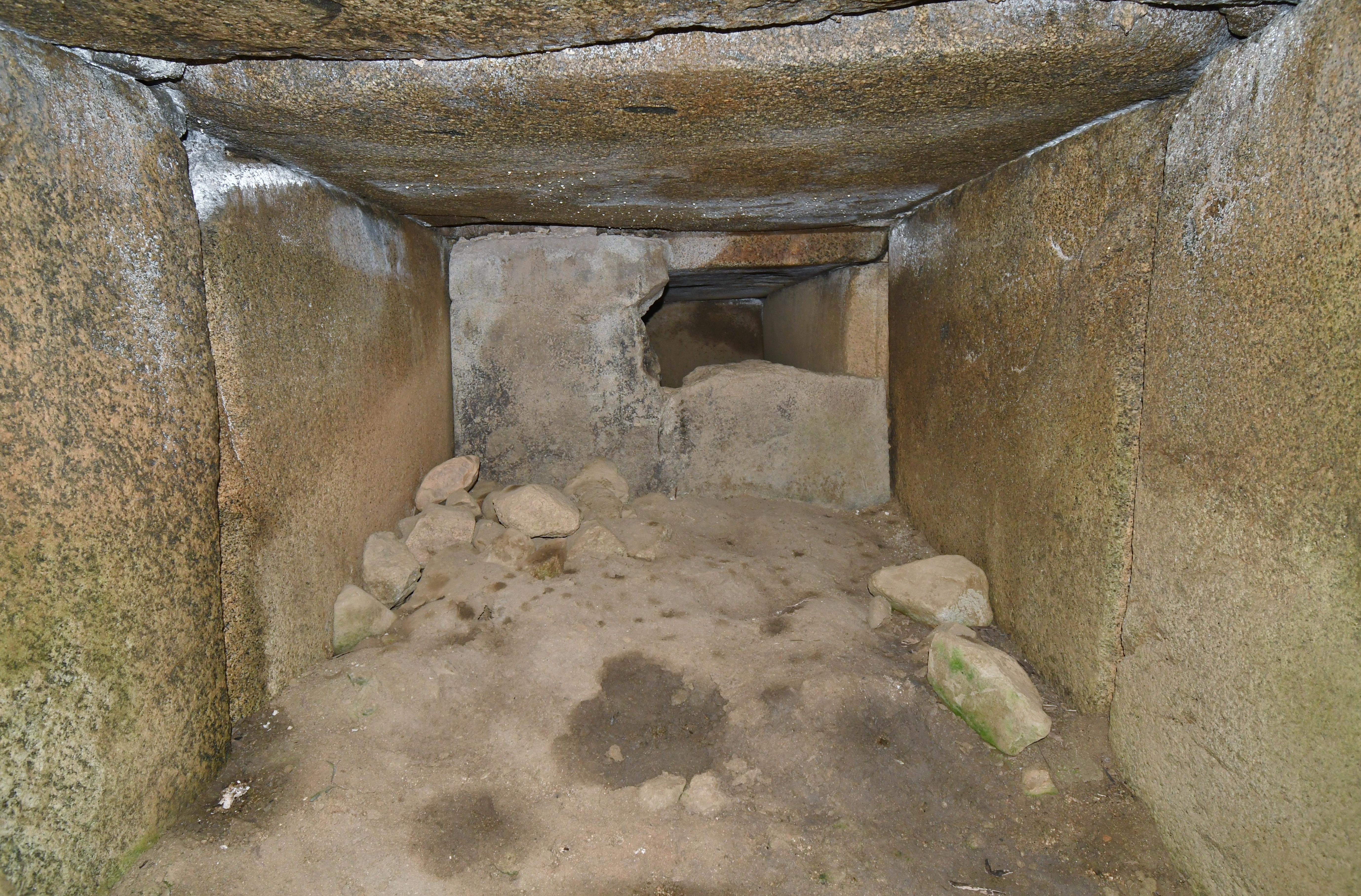
前室（奥室方向）
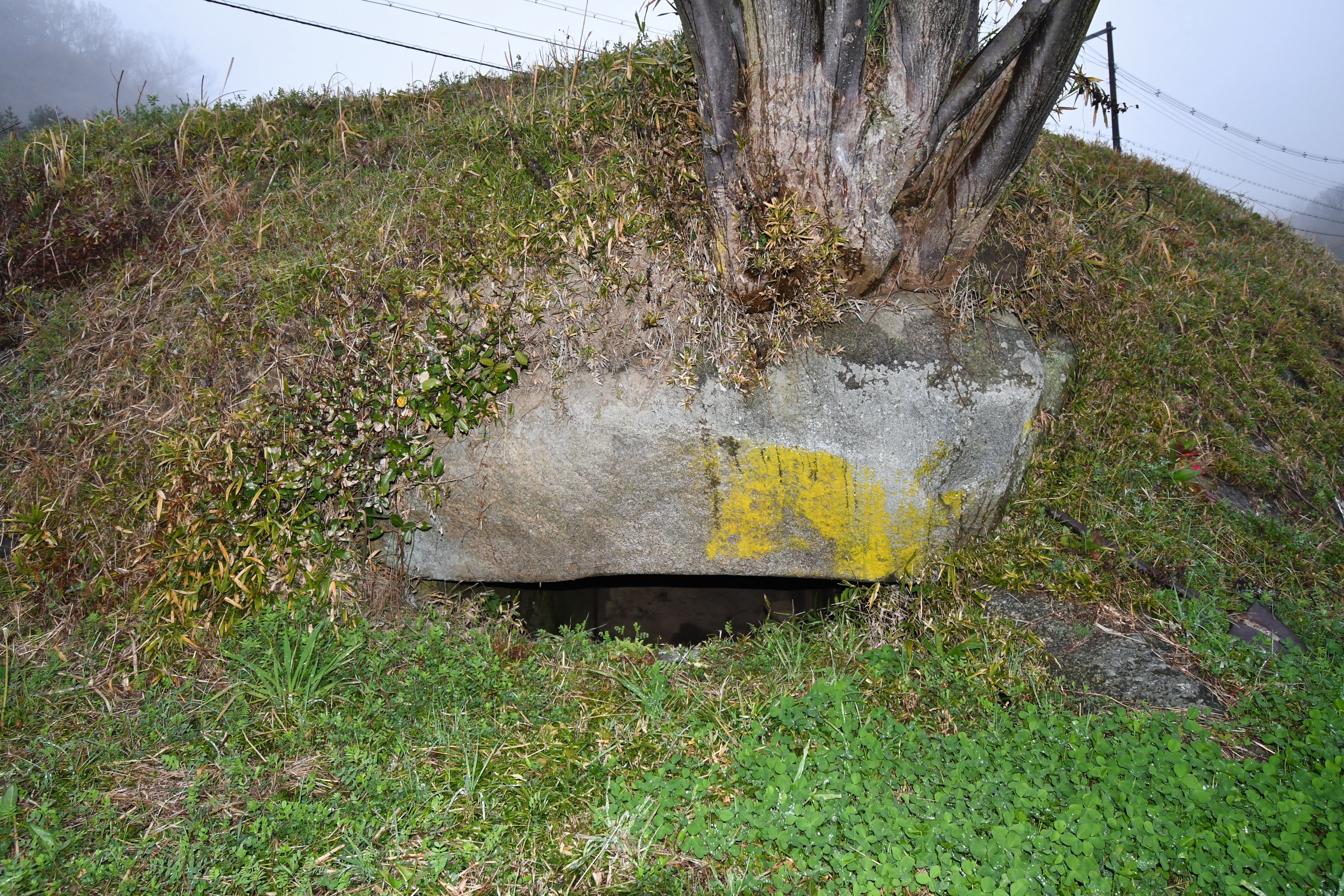
開口部

## 出土品

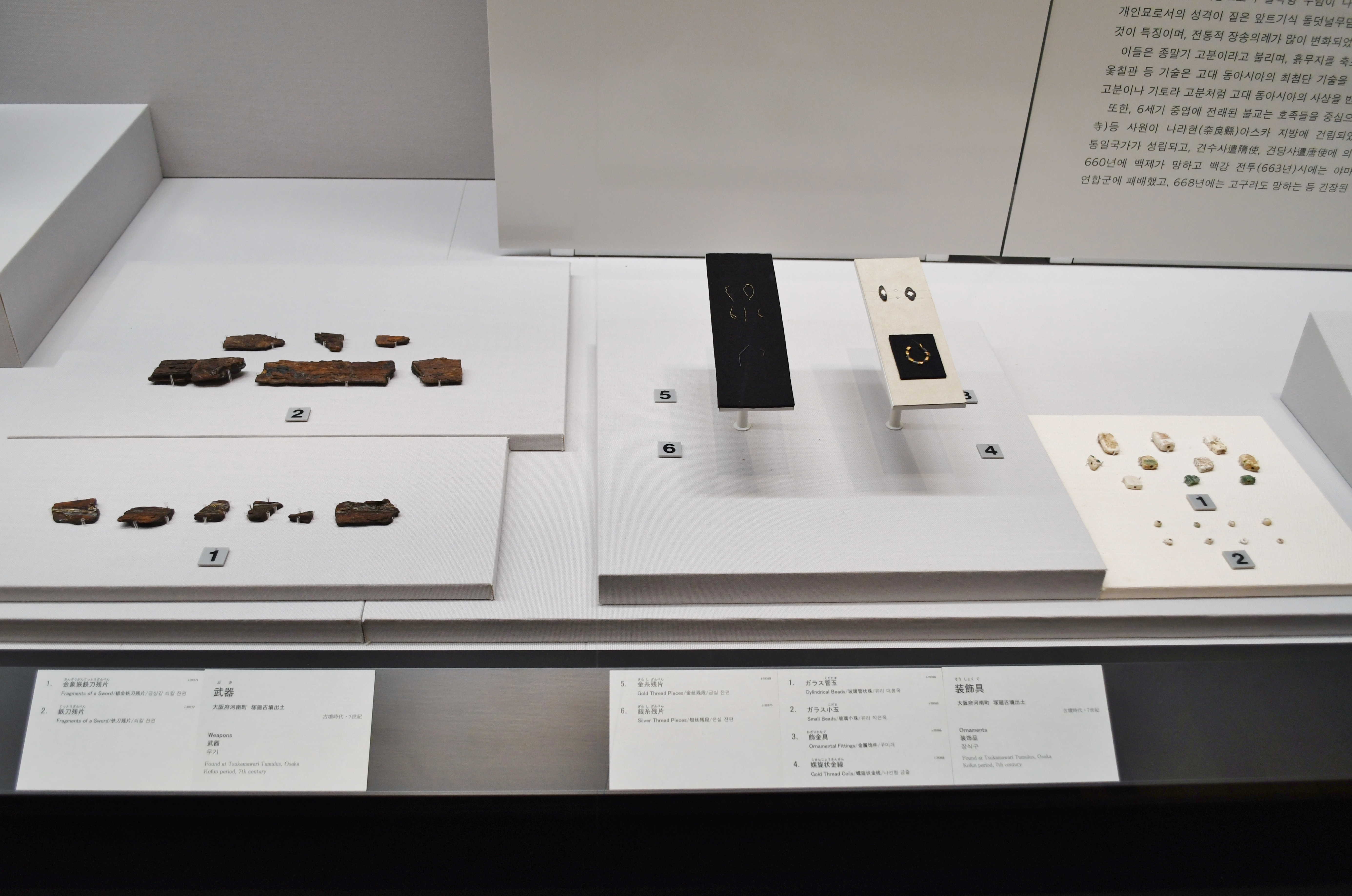
出土品

石槨内の調査で検出された副葬品は次の通り。
- 金象嵌鉄刀
- 七宝銀製飾金具
- 螺旋状金線
- 金糸
- ガラス製扁平管玉
- ガラス製丸玉
- 夾紵容器

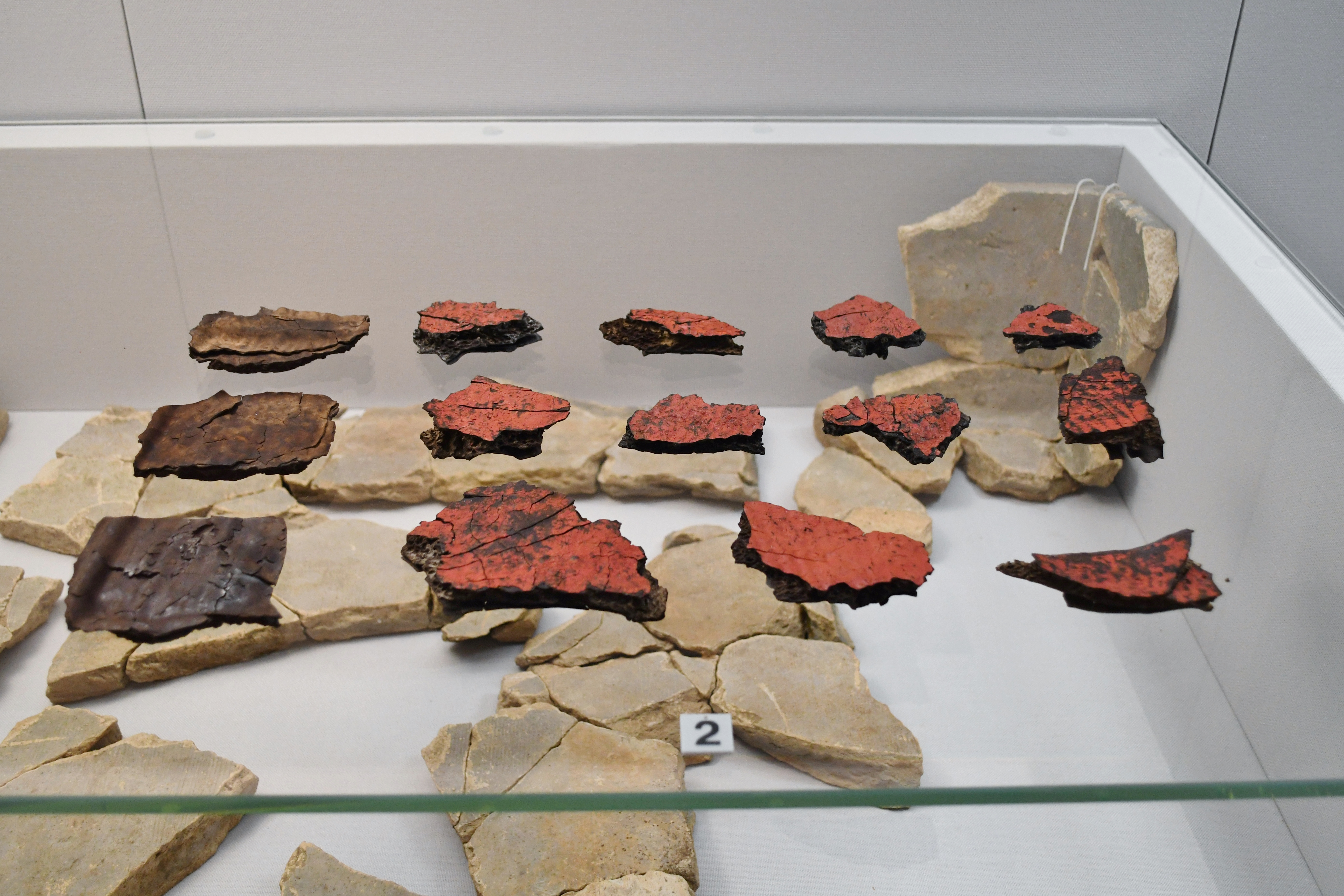
漆塗籠棺残片
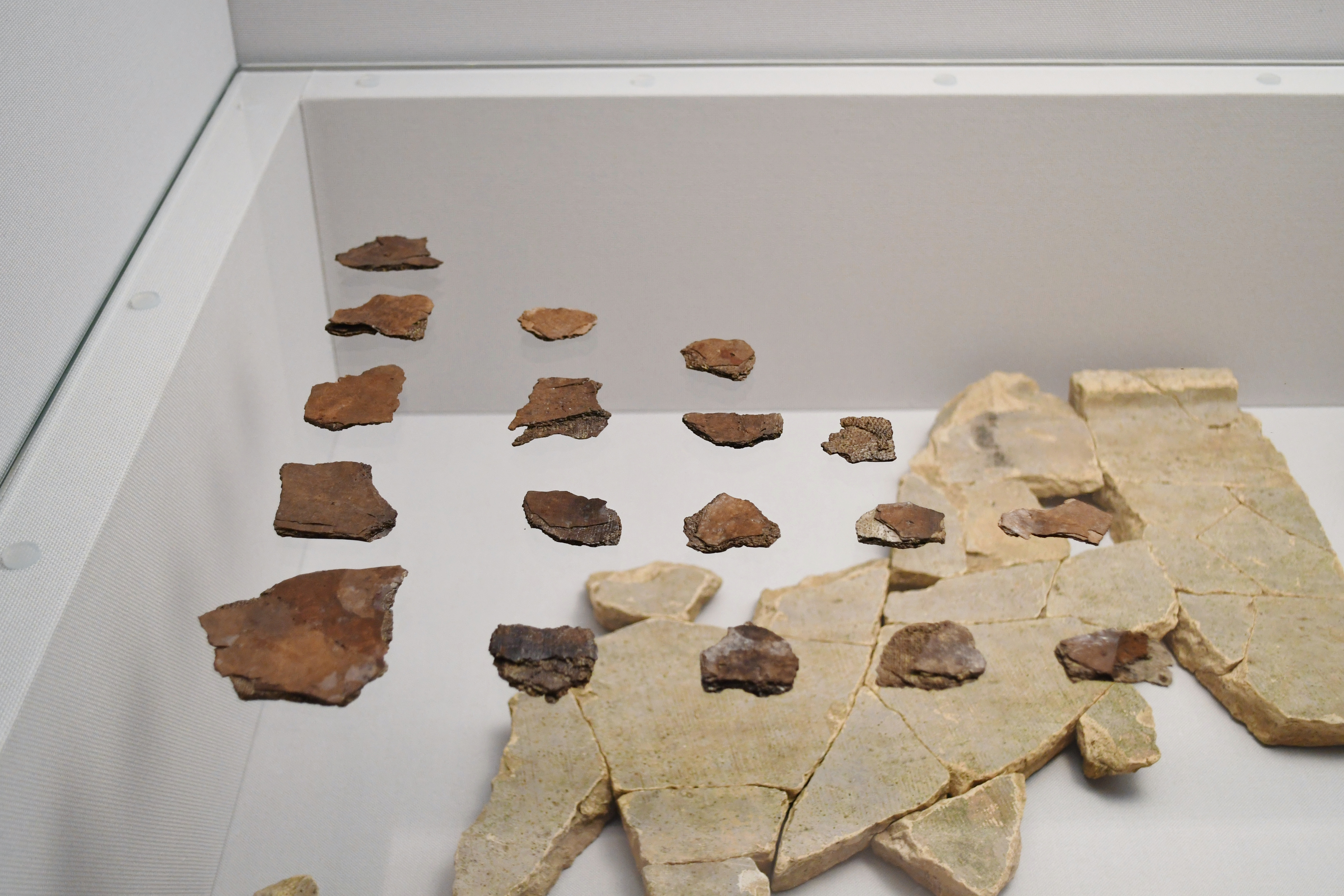
夾紵容器残片
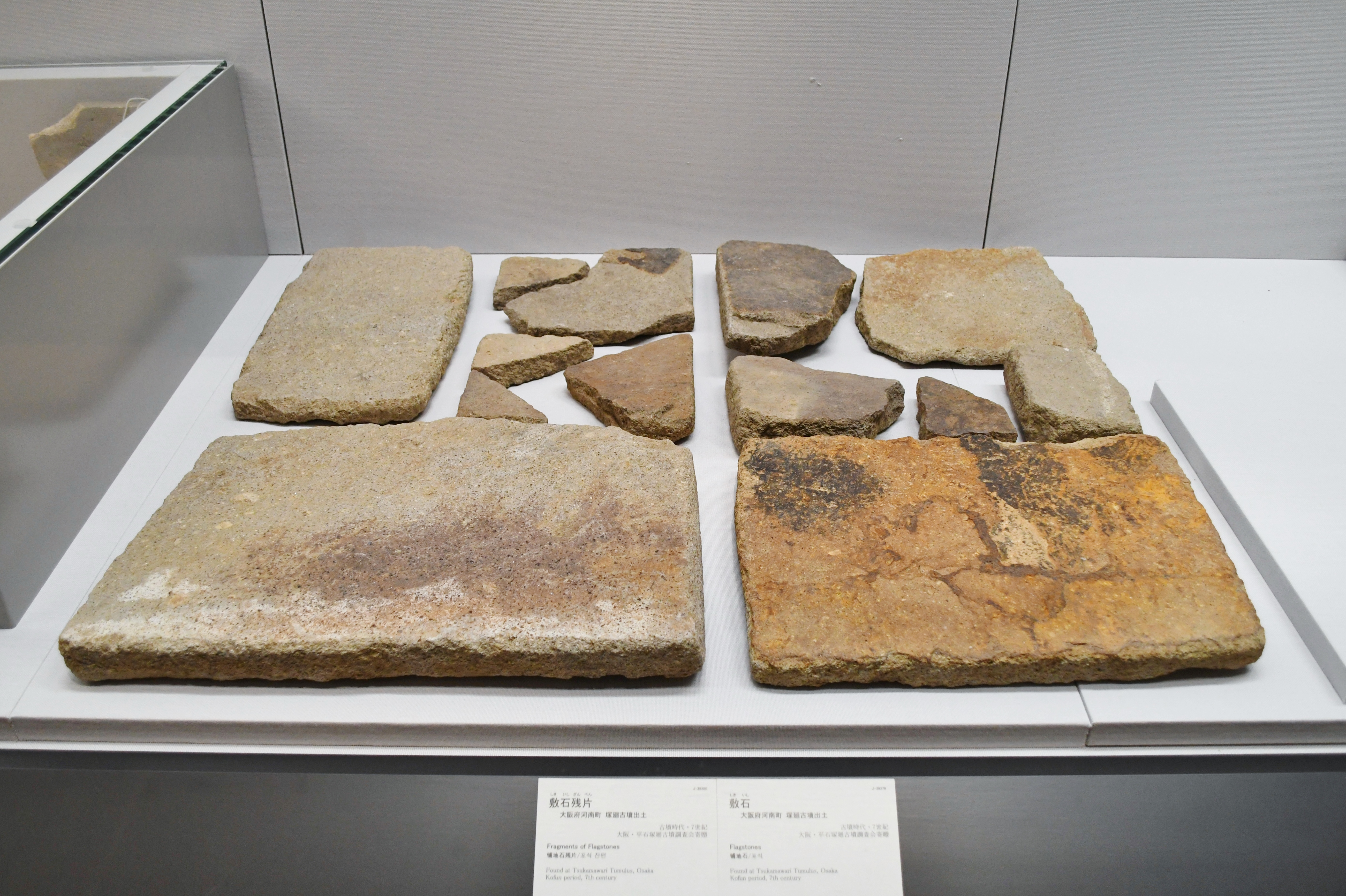
敷石・敷石残片
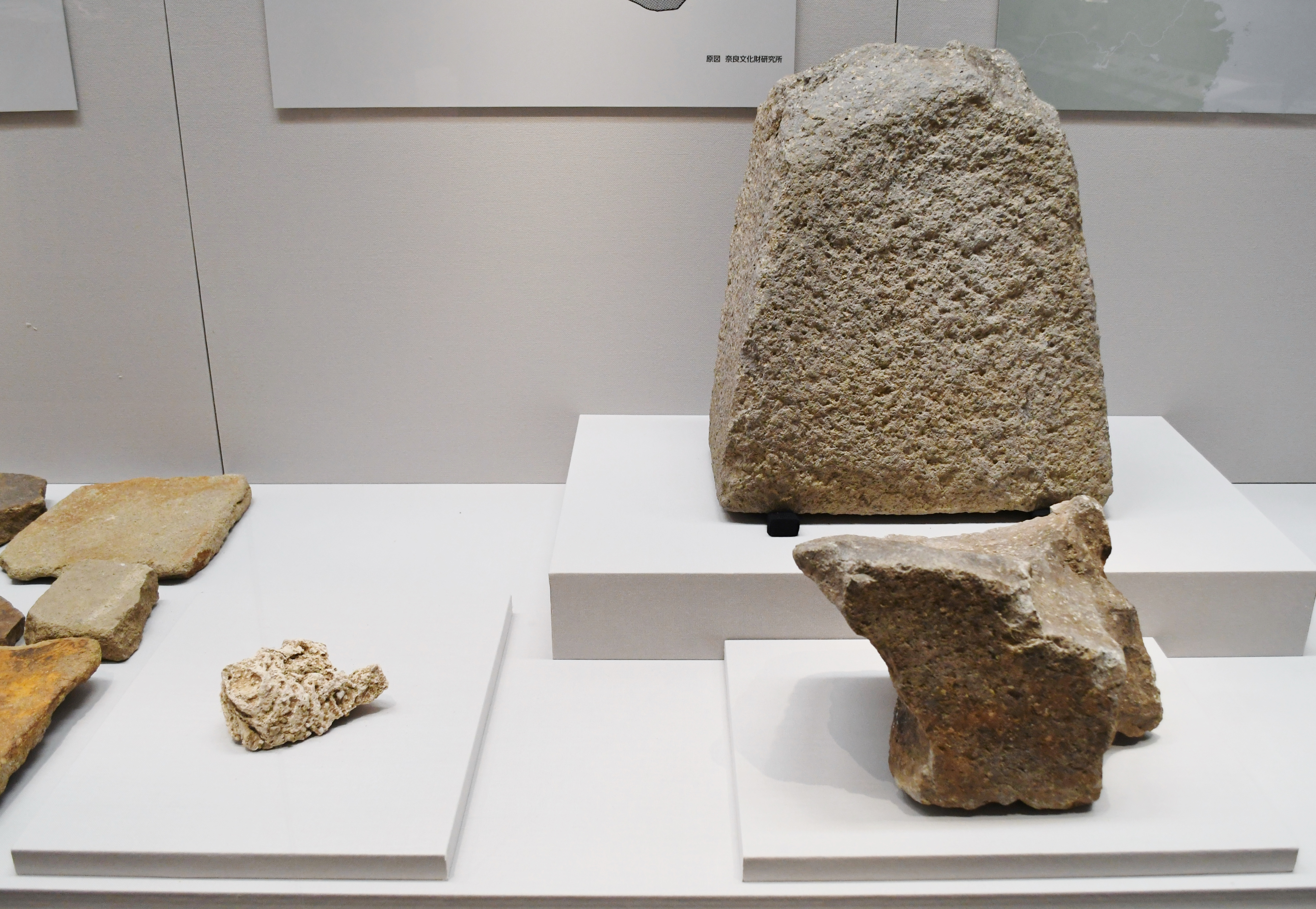
漆喰残片・台石・扉石残片
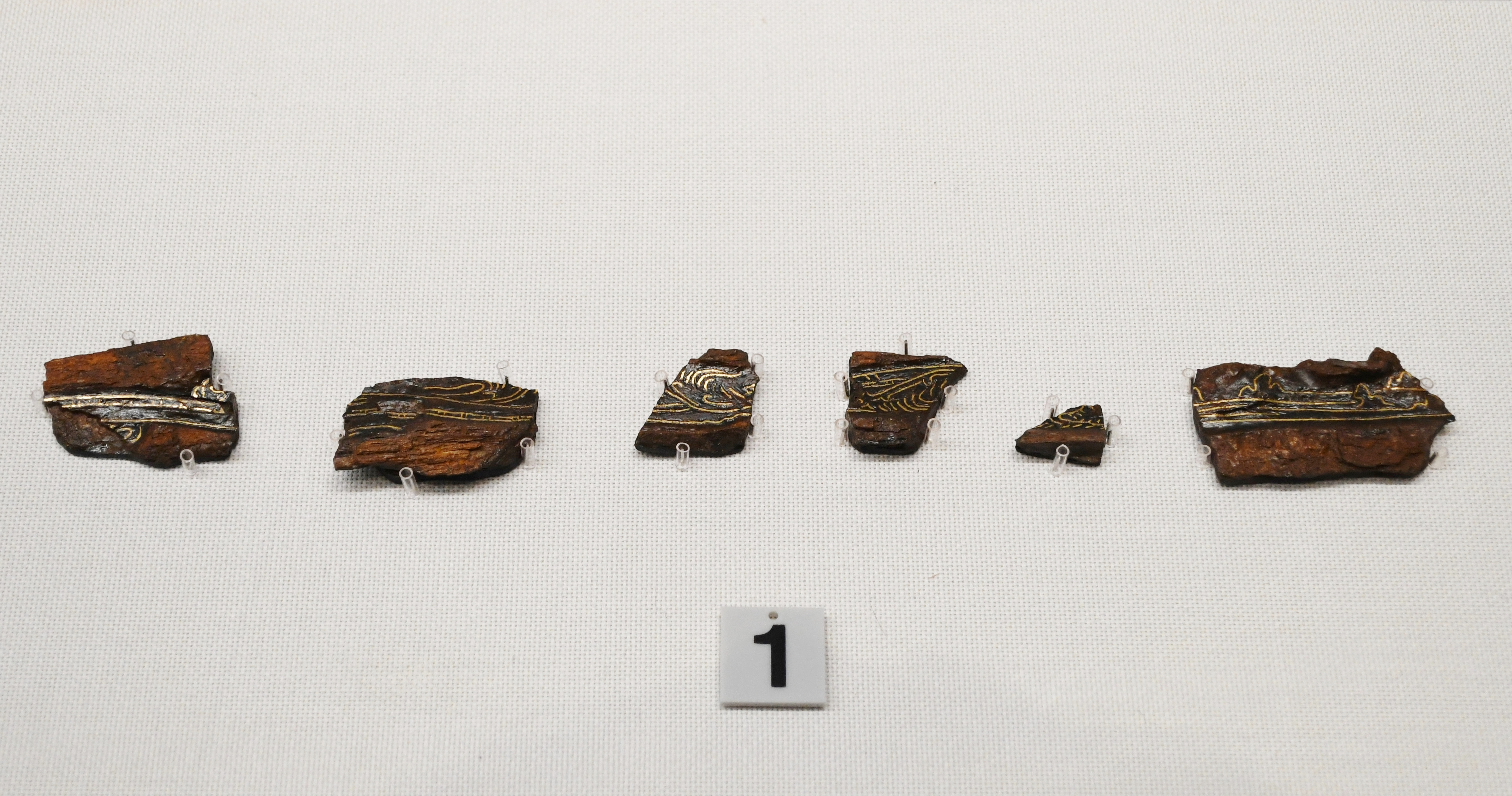
金象嵌鉄刀残片

## 関連施設
- 東京国立博物館（東京都台東区） - ツカマリ古墳の出土品を保管。

## 関連文献
（記事執筆に使用していない関連文献）
- 「加納・平石古墳群」『大阪府教育委員会文化財調査事務所年報9』大阪府教育委員会、2005年。 - リンクは奈良文化財研究所「全国遺跡報告総覧」。
- 『飛鳥時代の古墳（飛鳥資料館図録 第6冊）』奈良国立文化財研究所飛鳥資料館、1979年。